# 理論社
株式会社理論社（りろんしゃ）は、東京都千代田区に本社を置く出版社。日本書籍出版協会会員。

## 概説
1947年（昭和22年）に小宮山量平が創業した。発足当初は季刊誌『理論』を発行しつつ、経済・歴史・社会科学書を出版した。1950年（昭和25年）に出版された杉本栄一の『近代経済学の解明』は、読売新聞社による「読者の選ぶ良書ベストテン」のトップ賞を受賞した。その後、朝鮮特需によって目先の利益に狂奔する世相を憂えた小宮山は、次世代の情操教育の必要を感じ、児童書の出版に主軸を転換した。しかし、児童書は返品率の高いジャンルであり、作品や企業の姿勢は賞賛されながらも経営は悪化の一途となった。
社長が小宮山量平から山村光司に交代して間もなく、西村滋の『お菓子放浪記』が課題図書となり、さらにテレビドラマ化されたことで原作書もヒットとなった。その後、灰谷健次郎の『兎の眼』のヒットと映画化を機に、児童書にこだわらず読者を獲得する戦略を展開した。
2010年（平成22年）10月6日に、東京地裁に民事再生法の適用を申請した。2010年4月時点の負債額は22億円。同年12月9日、日本BS放送（BS11）が100%子会社を設立（新旧分離）し、2011年（平成2年）1月11日付で事業譲渡により、従業員・商号を含む事業の譲受を受けると発表した。
2012年（平成24年）7月に他社へ事業譲渡されて移転していたが、2018年（平成30年）1月には再度BS11が連結子会社化、同じく連結子会社となった同業の国土社と共に4月9日にBS11の本社ビルに再移転した。

## 主な出版作品
長年、主に児童書を出版し続け、学校図書館等への納入で堅実な実績を重ねてきたが、近年は大人向けの文芸書やサブカルチャージャンルに進出して出版点数を増やす路線を取り、結果としてその失敗が経営破綻を招いた。新体制では従来路線への回帰を行なって再度の黒字化に至り、事実上の経営立て直しに成功している。
- 王さまシリーズ - 「ぼくは王さま」を参照。
- 『北の国から』シナリオ集
- 倉本聰コレクション
- 『まど・みちお全詩集』 - 国際アンデルセン賞作家賞受賞作品[2]。
- よりみちパン!セ - 旧理論社が刊行していた若年層向けのサブカルチャーシリーズ。イーストプレスで旧理論社版の復刊・新刊の発行が行われた。現在は新曜社に引き継がれている。
- 理論社ミステリーYA! - 推理小説の叢書。
- フォア文庫 - 岩崎書店、金の星社、童心社、理論社が協力出版している児童書のブランド。

## 創業時の回想
- 小宮山量平ほか『自立的精神を求めて 季刊『理論』の時代』こぶし書房、2008年